# Федеральная администрация федеральных трасс США
Федеральное управление автомобильных дорог (англ. Federal Highway Administration, FHWA) — подразделение Министерства транспорта США в области управления и развития федеральных автомобильных дорог и мостов. FHWA разрабатывает политику, стандарты и руководящие принципы для строительства, обслуживания и безопасности дорог и мостов по всей стране.

## Направления деятельности

### Программа федеральной помощи по автомагистралям
FHWA осуществляет надзор за расходованием средств на строительство и обслуживание национальной системы автомагистралей: существенную долю источников финансирования составляют бюджеты штатов и местных органов власти, примерно четверть — федеральные гранты из целевого фонда. FHWA также осуществляет информационное сопровождение и консультирование заинтересованных лиц по вопросам строительства и содержания дорог.

### Программа федеральных земельных магистралей
В рамках данной программы FHWA предоставляет услуги по проектированию и строительству автомагистралей различным федеральным агентствам по землеустройству (к примеру, Лесная служба США и Служба национальных парков).

### Исследования и стандартизация
FHWA также проводит и спонсирует исследования в области безопасности дорожного движения, заторов, материалов для дорог и методов строительства. Информация, полученная в ходе исследований публикуется на официальном сайте и может применяться на опытной основе.